# ريكاردو لوبيز دي أوليفيرا
ريكاردو لوبيز دي أوليفيرا (28 أكتوبر 1976 بريو دي جانيرو في البرازيل - ) هو لاعب كرة قدم برازيلي في مركز الوسط. لعب مع نادي أيه بي سي ونادي جوينفيل ونادي بايساندو ‏ ونادي إيتوانو ونادي موجي ميريم ونادي ريمو وAssociação Desportiva Cabofriense ‏ ونادي ساو بينتو الرياضي وساو رايموندو إسبورتي ‏ وأمريكا دي ناتال ‏ وNacional Futebol Clube ‏ وToledo Esporte Clube ‏.

## وصلات خارجية
- ريكاردو لوبيز دي أوليفيرا على موقع قاعدة بيانات كرة القدم.إي يو (الإنجليزية)
- ريكاردو لوبيز دي أوليفيرا على موقع Soccerway.com (الإنجليزية)